# Geografia de Samoa
As ilhas de Samoa situam-se no sul do Oceano Pacífico, entre o Havai e a Nova Zelândia. Este estado é constituído pelas ilhas Savai'i e Upolu, separadas pelo estreito de Apolima, e por mais sete pequenas ilhas.
São ilhas de origem vulcânica, sendo de registar as erupções de 1902 e 1911. De relevo montanhoso, tem florestas muito densas e rios de curso rápido. O seu ponto mais alto tem 1857 m, e designa-se por Mauga Silisili.
Os principais recursos naturais são as madeiras e o peixe, cuja atividade foi apoiada pela ONU, tornando-se numa importante indústria exportadora.
Samoa tem um clima tropical, sendo úmido de Dezembro a Abril, e seco e frio nos restantes meses.